# Alfred Kuhnert
Alfred Kuhnert (ur. 1897, zm. ?) – zbrodniarz hitlerowski, członek załogi niemieckiego obozu koncentracyjnego Mauthausen-Gusen i SS-Unterscharführer.
Członek NSDAP od 15 sierpnia 1932 i SS od 1 września 1933. 10 listopada 1939 wstąpił do Waffen-SS. 1 marca 1940 został przydzielony do służby w kompleksie obozowym Mauthausen. Początkowo był strażnikiem w Gusen do 1 sierpnia 1943. Od 2 sierpnia 1943 był kierownikiem komanda więźniarskiego w podobozie Wiener-Neudorf. Wreszcie w kwietniu 1944 przydzielono go do podobozu Ebensee, gdzie był strażnikiem do lutego 1945.
Alfred Kuhnert skazany został w procesie załogi Mauthausen-Gusen (US vs. Ernst Walter Dura i inni) na 3 lata pozbawienia wolności za udział w zbrodniach popełnionych w obozie.